# Granozzo con Monticello
Granozzo con Monticello är en ort och kommun i provinsen Novara i regionen Piemonte i Italien. Kommunen hade 1 381 invånare (2018).